# Euryproctus depressus
Euryproctus depressus là một loài tò vò trong họ Ichneumonidae.